# کشنده‌دست
کشنده‌دست (نام علمی: Chironex) نام یک سرده از رده جعبه‌زیان است.